# Alberto Fassini
Alberto Fassini Camossi (Moncalvo, 8 aprile 1875 – Roma, 8 ottobre 1942) è stato un imprenditore, politico e produttore cinematografico italiano.

## Biografia
Barone piemontese, figlio del funzionario e prefetto Mario, entrò all'Accademia Navale di Livorno nel 1888 all'età di tredici anni e servì la Regia marina, da dove nel 1900 uscì con il grado di tenente di vascello. Dopo la carriera militare, si dedicò alle attività finanziarie lavorando per diverse banche.
Nel 1906 rilevò assieme ad altri soci la manifattura cinematografica Alberini & Santoni di Roma, che venne trasformata in Società Italiana Cines e della quale fu direttore generale fino al 1918.
Principale attività imprenditoriale del Fassini fu il settore tessile. Legato al gruppo tessile francese Comptoir des textiles artificiels (CTA), nel 1912 egli creò a Padova la Cines seta artificiale, primo stabilimento italiano per la fabbricazione del rayon. Successivamente creò altri stabilimenti a Cesano Maderno, Pavia e Venaria (ceduti nel 1920 alla SNIA).
Lo stabilimento padovano fu trasformato nel 1916 in Seta artificiale di Padova, mentre quello pavese nel 1919 fu trasformato in Viscosa di Pavia. Tra il 1923 e il 1924 trasformò l'azienda padovana in Società Generale italiana della viscosa e creò altri stabilimenti tessili a Roma, Rieti (la Società anonima Supertessile) e Napoli. Il Gruppo Fassini fu tra le poche aziende del settore a resistere alla grande crisi del 1929, e ne uscì rafforzato negli anni trenta.
Reduce della prima guerra mondiale (alla quale partecipò con il grado di ammiraglio della Marina), Fassini fu iscritto dal 1921 al Partito Nazionale Fascista, divenne caporale d'onore del Fascio di Firenze dal 1924 e designato deputato alla Camera nella XXIX Legislatura. Stretti furono i suoi rapporti con Mussolini, e ciò gli consentì di essere tra i maggiori capitalisti dell'epoca e di avere molti incarichi, come quello di presidente della Federazione nazionale fascista produttori fibre tessili artificiali e della Compagnia italiana del turismo (CIT) nel 1927.
Oltre al tessile, Fassini ebbe interessi anche nel campo turistico, alberghiero e armatoriale. Dal 1931 fu presidente onorario dell'Italrayon; dal 1933 al 1941 fu presidente della Federazione Italiana Vela (FIV); dal 1940 fino alla morte fu presidente della CISA Viscosa (azienda creata assieme a Franco Marinotti l'anno prima) e membro del consiglio d'amministrazione della SNIA.